# Toranj (Pakrac)
Toranj is een plaats in de gemeente Pakrac in de Kroatische provincie Požega-Slavonië. De plaats telt 53 inwoners (2001).